# Абдулаев, Арипгаджияв Гайирбекович
Арипгаджияв Гайирбекович Абдулаев (лит. Arip Abdulaev; 6 января 2000, с. Ашильта, Унцукульский район, Дагестан, Россия) — российский и литовский борец вольного стиля, призёр чемпионата России, двукратный чемпион Литвы.

## Биография
Занимался в махачкалинской спортивной школе «Спартак» у Шамиля Алиева. В октябре 2016 года в Бердске стал победителем первенства России среди юношей до 16 лет. В мае 2017 года в Белграде стал победителем чемпионата Европы среди юношей до 16 лет. В июне 2018 года в венгерском Дьёре на чемпионате Европы среди школьников 14 - 15 лет стал победителем. В марте 2018 года в Минске стал победителем международного турнира «Медвежонок». В феврале 2019 года в Беларуси во второй раз стал победителем международного турнира «Медвежонок» среди юношей и девушек 2002-2003 г. р.. В июле 2019 года в Софии, одолев в финале иранца Эрфана Элахи, стал чемпионом мира среди юношей. В 2020 году принял гражданство Литвы. В сентябре 2021 года стал чемпионом Литвы. В 2022 во второй раз стал чемпионом Литвы. В том же 2022 году вернулся в Россию, представляет Калининградскую область.

## Спортивные результаты

### За Россию
- Первенство России среди юношей до 16 лет 2016 — ;
- Первенство России среди юношей до 16 лет 2017 — ;
- Чемпионат Европы среди юношей до 16 лет 2017 — ;
- Первенство России среди юношей до 16 лет 2018 — ;
- Чемпионат Европы среди юношей до 16 лет 2018 — ;
- Первенство России среди юношей до 16 лет 2019 — ;
- Чемпионат мира среди кадетов 2019 — ;
- Чемпионат России по вольной борьбе 2022 — ;
- Всероссийская спартакиада 2022 — ;
- Poddubny Wrestling League 2022 -
- МТ Кубок Ивана Ярыгина 2024 -

### За Литву
- Чемпионат Литвы по вольной борьбе 2021 — ;
- Чемпионат Литвы по вольной борьбе 2022 — ;